# دان ماكولاي
دان ماكولاي هو كاتب أغاني ومغني كندي، ولد في 17 أكتوبر 1975 في برانتفورد في كندا.

## وصلات خارجية
- الموقع الرسمي